# ラウネ川
ラウネ川（ラウネがわ）は、北海道滝川市にある一級河川の一つである。滝川市の西方向に位置する。

## 流路改修の完成前に通水
石狩川右岸に広がる新十津川町の防災を目的として、大きく蛇行する石狩川本川の直線化改修が計画され、西滝川地区を南北に開削する2,364メートルの「池の前捷水路」が昭和14年（1939年）に着工された。作業は予算を付けながら順調に進められていたが、3年目の昭和16年（1941年）9月7日に増水により仮の堤防を越え、掘削現場に流入。完成前に自然通水してしまった。その後、戦時中の中断を経て昭和28年（1953年）に工事を再開。河道の拡幅などが重機を使って行われ、昭和30年（1955年）にようやく完成した。この工事により残された河跡湖は、左岸支流のラウネ川に含められることとなった。河跡湖は、現在滝川市B&G海洋センターの水上スポーツ体験用の場所として活用されている。